# Explorer 8
L'Explorer 8 fu un satellite statunitense appartenente al Programma Explorer, il suo compito fu di studiare la ionosfera.

## La Missione
Explorer 8 fu lanciato il 3 novembre 1960 tramite il vettore Juno II; si immise in orbita senza intoppi e iniziò la sua missione rivolta allo studio di vari aspetti della ionosfera, tra cui:
- Densità di elettroni.
- Concentrazione degli ioni.
- Massa degli ioni.
- Distribuzione dei micrometeoriti.
- Massa dei micrometeoriti.

Tutti i test vennero eseguiti in una fascia che variava dai 400 ai 1.600 km di altezza, sia in piena luce solare che nell'oscurità.
Per evitare disturbi agli esperimenti, Explorer 8, non fu dotato di pannelli solari ma alimentato da una batteria al mercurio la quale si esaurì il 27 dicembre 1960.
Da segnalare il fatto che i tecnici ebbero molte difficoltà a convertire i dati inviati dalla sonda per farli elaborare da computer, di conseguenza i vari calcoli necessari per lo studio della ionosfera furono espletati manualmente dagli scienziati.
Fu stimato che il satellite sarebbe restato in orbita per circa 80 anni ma rientrò nell'atmosfera distruggendosi il 28 marzo 2012 dopo circa 51 anni e mezzo.

## Il Satellite
Explorer 8 era formato da due doppi coni uniti alla base. Esternamente in alluminio misurava 76×76 cm.
Tutti i dati furono trasmessi tramite un trasmettitore da 100 mW a 108 MHz che funzionò fino all'esaurimento della batteria.